# K.E. Løgstrup
Knud Ejler Christian Løgstrup (känd som K.E. Løgstrup), född 2 september 1905, död 20 november 1981, var en dansk filosof och teolog.
Løgstrup var åren 1936–1943 präst vid Sandager-Holevad Pastorat i Fyens Stift.
1943 blev Løgstrup professor i etik och religionsfilosofi vid Aarhus universitet. Senare blev han hedersdoktor vid Lunds universitet 1965 och vid universitetet i Marburg 1977. Han var även medlem av den Danska akademien.